# 卡爾洪鎮區 (堪薩斯州夏延縣)
卡爾洪鎮區（英語：Calhoun Township）為美國堪薩斯州夏延縣的鎮區。2010年美国人口普查中該鎮區人口有36人。

## 地理
卡爾洪鎮區涵蓋面積232.69平方（89.84平方英里），境內無城市設立。博馬斯特塘（Beaumaster Pond）位於此鎮區內。

### 墓園
根據美國地質調查局的資料，此鎮區擁有1座墓園：
- 巴利墓園（Barley Cemetery）

### 溪流
通過此鎮區的溪流有：
- 布拉夫溪（Bluff Creek）
- 克利夫蘭流（Cleveland Run）
- Delay溪
- 哈克伯里溪（Hackberry Creek）
- 瓊斯坎寧河（Jones Canyon Creek）
- 內斯比特溪（Nesbit Creek）
- 普拉姆溪（Plum Creek）

## 人口統計
根據2010年美國人口普查，卡爾洪鎮區人口有36人，住房24戶，人口密度為0.15人/每平方公里。此鎮區居民之種族有100%為白人；0%為非裔美洲人；0%為美洲原住民；0%為亞洲人；0%為太平洋島民；0%為其他種族；另外有0%為混血種族。而西班牙裔或拉丁裔美洲人佔此鎮區人口的0%。

## 外部連結
- City-Data.com（页面存档备份，存于）